# WUSA (TV)
WUSA（仮想及びVHFデジタルチャンネル9）は、アメリカ合衆国の首都ワシントンD.C.にライセンス供与されているCBS系列のテレビ局。テグナ（近くのバージニア州マクレーン (バージニア州)郊外に拠点を置く）の主力テレビ局でもある。スタジオと送信所は、ワシントンD.C.の北西側にあるテンレイタウン地区のウィスコンシン・アベニューにあるブロードキャストハウスにある。市場規模で3番目に大きいCBS系列局であり（ヒューストンの姉妹局KHOUが2番目に大きく、アトランタのメレディス・コーポレーション所有のWGCL-TVが最大）、ネットワークによって所有および運営されていない。
当局の信号は、ウェストバージニア州ムーアフィールド (ウェストバージニア州)（バレーTV協同組合株式会社（Valley TV Cooperative, Inc.）が所有）にある低電力のデジタル中継局W27EI-Dで中継される。また、メリーランド州シルバースプリングのライセンスを受けたWJAL（チャンネル68、エントラビジョン・コミュニケーションズが所有）とのチャンネル共有契約も維持している。

## 歴史

### 草創期（1949年〜1978年）
WUSAは1949年1月11日にWOICとして開局し、同年1月16日にフルタイムで運用を開始した。首都で4番目に古い放送局であるチャンネル9は、もともとR・H・メイシーズ・アンド・カンパニーの子会社であるバンバーガー・ブロードキャスティング・サービス（Bamberger Broadcasting Service・以下、バンバーガー）が所有していた。バンバーガーはニューヨーク市でもWOR (AM)・WOR-FMを所有しており、同時にWOR-TV（チャンネル9、現：ニュージャージー州セカーカスのWWOR-TV）の放映に取り組んでいた。9日後、WOICは、ハリー・S・トルーマン大統領（当時）による最初のテレビ放映された就任演説を放送した。WOICは、サインオン時にCBSの所属を取得し、ネットワークのワシントンのアウトレットとしてWMAL-TV（チャンネル7、現在はWJLA-TV）を置き換えた。しかし、WORはミューチュアル・ラジオ・ネットワークの株主であり、WOICとWOR-TVをネットワーク旗艦局としてテレビに参入する計画があり、決して実現しなかった。1950年初めに、バンバーガー・ブロードキャスティングは会社名をゼネラル・テレラジオ（General Teleradio）に変更した。
1950年6月、CBSとワシントン・ポストの合弁会社がバンバーガーとメイシーズからWOICを140万ドルで買収した。新しい所有者であるWTOPインコーポレーテッド（WTOP Incorporated、ワシントン・ポストが55％を所有し、CBSが残りの45％の株式を保有）は、新しい姉妹局のWTOPラジオ（当時は1500 AM）の後、同局のコールサインをWTOP-TVに変更した。WTOPは当時、ラジオパートナーからコールサインを受け取っていたため、「ワシントン・ポスト（WashingTOn Post）」の略ではなかったため、コールサインは出版社の所有下で偶然の一致だった代わりに、当時WTOPとして知られていたのは「（市の）ラジオダイヤルのトップにある（at the TOP of [the city's] radio dial）」という事実を表している（WTOPは2006年からWFEDとして知られており、現在はワシントン・ポストではなくハバード・ブロードキャスティングが所有している）。1950年7月、WTOP-TVは、白黒525ラインNTSC規格と互換性の無い405ラインフィールドシーケンシャルカラー規格でカラーテレビを放送することを許可されたワシントンで最初のテレビ局となった。カラー放送は30ヶ月近く続き、規制および商業上の圧力により、FCCは元のカラー標準を撤回し、RCAによって開発された既存の白黒テレビとの下位互換性を確保するために開発された525ラインのNTSC-3標準を採用するプロセスを開始した。
1954年、WTOPは、ワシントンの北西部40番街とブランディワイン・ストリートにある「ブロードキャストハウス（Broadcast House）」として知られる新しい施設に移転した。この建物は、ラジオとテレビの統合施設として設計された国内初の建物だった。この名称は、イギリス・ロンドンにある英国放送協会（BBC）の本拠地であるブロードキャスティングハウスに因んで付けられた。WTOPの社長は第二次世界大戦の多くをBBCに割り当てて過ごしたので、この建物はWTOPの社長によく知られていました。WTOPの社長は第二次世界大戦の多くをBBCに割り当てて過ごしたため、この建物は彼によく知られていた。当局に移転する前は、ラジオ局はアールビル（現在はワーナー・シアター (ワシントンD.C.)の本拠地であるワーナー・ビルディング）の外で運営されており、WTOP-TVは同じ場所にある小さなWOICスタジオの外で運営されていた。ブロードキャストハウスが完成し、新しいテレビスタジオが開設されると、古いスタジオがブロードキャストハウスのガレージに、古いマスターコントロールルームが両方のマスターコントロールに、ブロードキャストハウスは当局の元の4面タワーの周りに建てられていたため、チャンネル9の送信機室となった。タワーのあるビルは同じ場所の真ん中にあるが、現在はオフィスビルと小売店の正面になっている。
WTOP-TVタワーは、ワシントンで2つのことで知られていた。まず、クリスマスの時期に、タワーはクリスマスライトでつながれ、コロンビア特別区で最も高い場所であるリノ山の頂上で明るく輝いた。第二に、タワーは三面塔よりもはるかに大きく揺れる傾向があった。強風の中、塔が前後に揺れるのが見え、冬の間、塔からの氷が下の通りに頻繁に落ちた。
1954年10月、CBSは、FCCの新しいグループあたり7局の所有権規則に準拠するために、WTOPインコーポレーテッドの株式をワシントン・ポストに売却した。CBSがWTOPラジオ、ピッツバーグのKQV、ミネアポリスのWCCO (AM)を部分的に所有していることは、AMラジオ局に対するFCCの制限を超えていた。CBSは、1932年に全体を買収したWTOPの株式を売却することを選択した後、1949年に支配権をワシントン・ポストに売却した。
売却終了後、ワシントン・ポストはWTOPを他の放送施設であるフロリダ州ジャクソンビルのWMBR・WMBR-TVと統合し、ライセンシーの名前を「WTOP株式会社（WTOP, Inc.）」から「ポスト・ステーションズ株式会社（Post Stations, Inc.）」に変更した。WMBRラジオは1958年に売却され、WMBR-TVはWJXTとなった。ワシントン・ポストがニューズウィーク誌を買収した後、1961年に放送グループの名前を「ポスト・ニューズウィーク・ステーションズ」に変更した。ポスト・ニューズウィークは、1970年にマイアミで3番目のテレビ局WLBW-TV（現：WPLG）を買収し、1974年にコネチカット州ハートフォードにあるWTIC-TV（現：WFSB）をグループに追加した。1972年、WTOP-TVは、イブニング・スター・ブロードキャスティング・カンパニー（Evening Star Broadcasting Company）（ポストのライバルであり、現在は廃止されたワシントンスターであり、WMAL-TVのライセンシーが所有）と協力して、チェサピーク・ストリート北西4010番地のブロードキャストハウスの向かいにある1,040フィート（320m）の3面タワーであるジョイント・タワー（Joint Tower）を建設した。送電線は、放送局の送信機エリアから、WTOP-TVとWHUR-FM（1971年にポスト・ニューズウィークからハワード大学に寄贈された旧WTOP-FM）の両方の新しいタワーに延長された。古いタワーは、1996年に当局がブロードキャストハウスを売却するまで、チャンネル9のバックアップアンテナとして機能し続けた。
1974年、WTOP-TVと他のポスト・ニューズウィーク所有局は「唯一無二（The One and Only）」というスローガンを採用した。このあだ名は、各放送局が「唯一無二のチャンネル（チャンネル番号）（The One and Only Channel (channel number)）」である局のグループ識別への傾向の一部だった。「唯一無二（One and Only）」の時代のスタッフは、通常、誇りの源として自分たちを「唯一無二（the one and onlies）」と呼んでいる。このスローガンは1990年代後半に積極的に使用されなくなり、1996年以降、イメージキャンペーンの一部として使用されていない。スローガンはもはや放送されていないが、チャンネル9が2000年代半ばに「HDTVのローカルニュースで最初で唯一（First and Only with Local News in HDTV）」というスローガンを採用したときに、ある意味で復活した。

### 晩年（1978年〜現在）
1978年6月26日、ポスト・ニューズウィークはデトロイトでイブニングニュース・アソシエーションのWWJ-TV（現：WDIV-TV）とWTOP-TVを交換した。同日、WTOP-TVはコールサインをチャンネル9がサービスを提供する地域（コロンビア特別区（District of Columbia）、バージニア州（Virginia）、メリーランド州（Maryland））のイニシャルを表しているWDVM-TVに変更した。ポストニュースウィークの親であるワシントンポスト社とデトロイトニュースを発行したイブニングニュース・アソシエーションは、当時、同じ市場における新聞と放送局の所有権を禁止することを検討していたため、FCCが当局を不利な条件で売却したり、非常に価値のあるライセンスを取り消したりすることを恐れて、当局を交換することを決定した。コールサインは、同じ市場にあるが所有権が異なるテレビ局とラジオ局は異なるコールサインを使用する必要があると述べた、現在廃止されているFCC規則に従って変更された。

1985年、ガネット・カンパニーはイブニングニュース・アソシエーションを買収した。1986年7月4日、ガネットは、アメリカ合衆国の首都にある放送局と、ガネットがUSAトゥデイを所有していることを称えるものとして、WDVMのコールサインをWUSAに変更した。WUSAのコールサインは、かつて、ミネアポリスにあるガネットの所有局で使用されていたため、コールサインがKARE (テレビ)に変更された。WDVM-TVコールサインは現在、メリーランド州ヘイガーズタウンの無関係な放送局で使用されている。
当時、特にガネットのプレスリリースでは、当局のコールサインは一般的に「W★USA」と印刷されていた。ただし、「W」と「U」の間のアスタリスクまたは星マークは、コールサインの一部ではない。星マークは、USAトゥデイへの接続を示すために使用された。スターは、1990年代後半に、CBSが系列局の以前の厳格なブランディングガイドラインを大幅に緩和し（ロゴをコールサインにブレンドすることを許可していなかった）、ロゴ内に「W★USA」と視覚的に表されていた、現在は廃止されたアメリカ女子サッカーリーグ（Women's United Soccer Association）との混乱を減らすために、コールサインの一部ではないCBSアイマークにオンエアで置き換えられた。
WUSAは、1992年1月にウィスコンシン・アベニュー北西4100番地にある新しいブロードキャスティングハウスに移転した。WTOP-FMは1971年に古いブロードキャストハウスを去ったが、送信所は同所に置いていた。WTOPラジオは1978年に去り、ワシントン・ポストはそれを1年前にジ・アウトレット・カンパニーに売却していた。より近代的な建物への移転は、移転の数日前に人気のあるスポーツキャスターのグレン・ブレナーの脳腫瘍による死去のために悲しみを帯びていた。1998年、WUSAはウェブサイト「wusatv9.com」を立ち上げたが、後にドメイン名の「TV」参照を削除して「wusa9.com」となった。
2012年10月の第1週頃、ガネットは、報酬料金と、Hopperハードディスク・レコーダーのディッシュ・ネットワーク（以下、ディッシュ）のAutoHopコマーシャルスキップ機能に関してディッシュに対して紛争を起こした。ガネットは、WUSAの広告収入に悪影響を及ぼしているという理由で、ディッシュがAutoHopを中止するように命じた。ガネットは、小競り合いが同年10月7日以降も続き、ディッシュとガネットが合意に達しない場合、全ての放送局（WUSAなど）を撤去すると脅迫した。期限を数時間延長した後、最終的に両当事者は合意に達した。
2015年6月29日、ガネット・カンパニーは2社に分割され、一方は印刷メディアを専門とし、もう一方は放送およびデジタルメディアを専門としている。WUSAはテグナという後者の会社によって運営されている。

## ウェブサイト
2007年7月、WUSAはDVMmoms.comで2番目のウェブサイトを立ち上げた。このサイトは、ワシントンD.C.地域の若い母親に関連するトピックに焦点を当てていた。ガネットはまた、テレビや新聞の物件を所有している他の選択された市場で、母親を対象とした同様のサイトを展開した。2008年2月、WUSAはDVMOurTime.comで3番目のウェブサイトを立ち上げた。このサイトでは正午のアンカーのJ・C・ヘイワードが司会を務め、地元のレストランやビジネスの割引のほか、ベビーブーマーを対象としたニュースやイベントを提供している。
2008年、ガネットとトリビューン・カンパニーは提携して、シカゴのシカゴ・トリビューンで長年成功を収めてきたメトロミックスブランドを拡大した。WUSAのローカルMetromix.comサイトは2008年7月に立ち上げられた。メトロミックスサイトを持つ他の35のガネットおよびトリビューンプロパティがある。同年8月、ガネットはそのママサイトを刷新し、DVMmoms.comはMomsLikeMe.comに名前が変更された。かつてのバージョンと同様に、このサイトには若い母親に関連するトピックが掲載されており、最近、ガネットが買収したリップル6（Ripple6）のテクノロジーが含まれている。全国の85の他の市場にMomsLikeMe.comサイトがあった。MomsLikeMeは2012年に段階的に廃止された。
2008年9月、HighSchoolSports.netと呼ばれるWUSAの5番目のウェブサイトが立ち上げられた。このサイトには、とりわけ、全米の高校フットボール、アソシエーション・フットボール、バスケットボール、野球の試合の高校スポーツのランキング、スケジュール、スコアが掲載されている。このサイトは、全国の多くの市場で立ち上げられたガネット所有の不動産でもある。
2010年6月、ガネット・ブロードキャスティング（Gannett Broadcasting）とデータスフィア・テクノロジーズ（DataSphere Technologies・以下、データスフィア）は、10のテレビ局市場でコミュニティに焦点を合わせたウェブサイトを製作するためのパートナーシップを発表した。WUSAは、同年8月にこれらのサイトを立ち上げた最初の企業の1つである。これらのサイトは既存のウェブサイトに統合されており、地域の出来事やイベントに関するハイパーローカルニュースやユーザー生成コンテンツを備えている。データスフィアは、コミュニティウェブサイトを強化するだけでなく、市場をリードするサイト検索、クーポン、ビジネスディレクトリ、広告ターゲティングなどの拡張機能を提供する。WUSAは、メトロD.C.エリアに53の異なる近隣サイトを製作した。

## デジタルテレビ

### デジタルチャンネル
デジタル信号は多重化されている。
| チャンネル | 解像度 | アスペクト比 | PSIPショートネーム | 番組編成                                |
| ---------- | ------ | ------------ | ------------------ | --------------------------------------- |
| 9.1        | 1080i  | 16:9         | WUSA-HD            | メインWUSA番組編成・CBS                 |
| 9.2        | 480i   | 16:9         | Crime              | トゥルー・クライム・ネットワーク        |
| 9.3        | 480i   | 16:9         | Quest              | クエスト (アメリカのテレビネットワーク) |
| 9.4        | 480i   | 16:9         | Twist              | ツイスト (テレビネットワーク)           |

2011年11月1日、WUSAは、同年12月16日にWUSAデジタルサブチャネル9.2で開始されたバウンスTVを追加するための提携契約に署名した。
2017年8月、同年10月1日に信号をWUSAの送信所に移動し、ライセンスの都市をメリーランド州ヘイガーズタウンからシルバースプリングに移動した、WJAL （仮想チャンネル68）とのチャンネル共有の取り決めに関する技術的考慮事項のため、サブチャネルの伝送を一時的に停止した。暫定的に、バウンスはユニビジョンとの新しい提携契約をWFDC-DTで実施するよう手配し、首都圏の提携をWFDC-DT4に移した。ジャスティス・ネットワーク（Justice Network）は、移動が完了すると、月の後半にWUSA-DT2に戻りました。

### 中継局
| ライセンスの都市                        | コールサイン | チャンネル | 実効輻射電力 | 標高                   | 施設ID | 送信所の座標                                                         | 所有者                   |
| --------------------------------------- | ------------ | ---------- | ------------ | ---------------------- | ------ | -------------------------------------------------------------------- | ------------------------ |
| ムーアフィールド (ウェストバージニア州) | W27EI-D      | 27         | 0.1 kW       | 463m （1,519フィート） | 69755  | 北緯38度58分57.3秒 西経78度54分30秒 / 北緯38.982583度 西経78.90833度 | バレーTV協同組合株式会社 |

### アナログ-デジタル変換
WUSAは、アメリカのフルパワーテレビ局が連邦政府の命令の下でアナログ放送からデジタル放送への移行をした公式の日付である2009年6月12日に、VHFチャンネル9を介したアナログ信号の送信を終了した。デジタル信号は、移行後の操作のために、移行前のUHFチャンネル34からVHFチャンネル9に再配置された。

## 番組編成
WUSAが放送するシンジケート番組には、『エンターテイメント・トゥナイト』、『インサイド・エディション』、『フィル・マグロー』などがある。後者の3番組は、バイアコムCBSの傘下企業であるCBSメディア・ベンチャーズによって配信されている。
WTOP-TVは、番組の放送開始初期に人気のあるゲーム番組『ザ・プライス・イズ・ライト』の放送を拒否した数少ないCBS加盟局の1つだった（ワシントンD.C.のABC加盟局WMAL-TV・WJLA-TV 7は『ザ・プライス・イズ・ライト』を放送したが、他のCBSの昼間のゲーム番組では、1970年代半ばにWTOPが放送されなかったことが示されている）。
2001年9月11日の同時多発テロの際、WUSAは、ペンタゴンとワールド・トレード・センターへの攻撃に関するCBSの全国報道を独自の地方報道で先取りすることを決定し、物議を醸した。地元の系列局として、WUSAは全国ネットワークほど広範囲に攻撃を報道するリソースを持っておらず、「CBSブラックアウト」を開始するという決定により、視聴者はダン・ラザーがアンカーを務めた全国報道特別番組の多くを見ることができなかった。ワシントン・ポスト紙はこの決定を批判し、「この都市は、地元の系列局であるガネットが所有するチャンネル9によってCBSの停電にさらされた。同局はこれを信じられないほど地元の話として見ることを選び、最初は冬の雪の日であるかのように報道し、学校の閉鎖が最も重要だった」と書いている。
2008年5月から2016年最初の放送が終了するまで、WUSAは2007年5月から一部のCBS加盟局（ニューヨーク市の直営局WCBS-TVを含む）で放送された番組『ザ・マクラフリン・グループ』の制作スタジオを務め、一部のPBS加盟局（ローカルではWETA-TV及びWHUT-TV経由）では、番組はシカゴのWTTWによって配信され、制作施設は1982年の初放送以来、番組が拠点を置いていたNBCの直営局WRC-TVから移転された。

### スポーツ番組編成
その後、WTOP-TVはワシントン・キャピタルズの最初のテレビパートナーであり、1974年〜1975年のNHLシーズンのチームデビュー時に年間15のロードゲームを放送する3年間契約に署名した。ワーナー・ウルフは最初のシーズンについてコメントした後、ロン・ウェーバーのWTOPラジオの同時放送に置き換えられた。WTOP-TVはゲームを後付けとして扱い、多くの場合、放送中の番組への飛び乗りまたは深夜までのテープ遅延に追いやられた。ワシントン・ポスト紙の記者ロバート・ファシェは、契約終了までにチームのテレビ事情を「反抗的」と呼んだが、放送局の経営陣は、キャピタルズのファンよりも先制されたCBSの番組についてはるかに多くの苦情を受けたと公然と述べた。キャピタルズは1977年にWDCA（チャンネル20）に移転した。
当時のワシントン・ブレッツは、1973年にCBSでリーグの全国放送が開始されたのと同時に、WTOP-TVとの最初のテレビ契約にも署名した。ブレッツは、1977年にローカルゲームもWDCAに移行した 。
さらに、当局は2013年から2017年までMASNが制作した週末のワシントン・ナショナルズの試合を放映した。

## ニュース

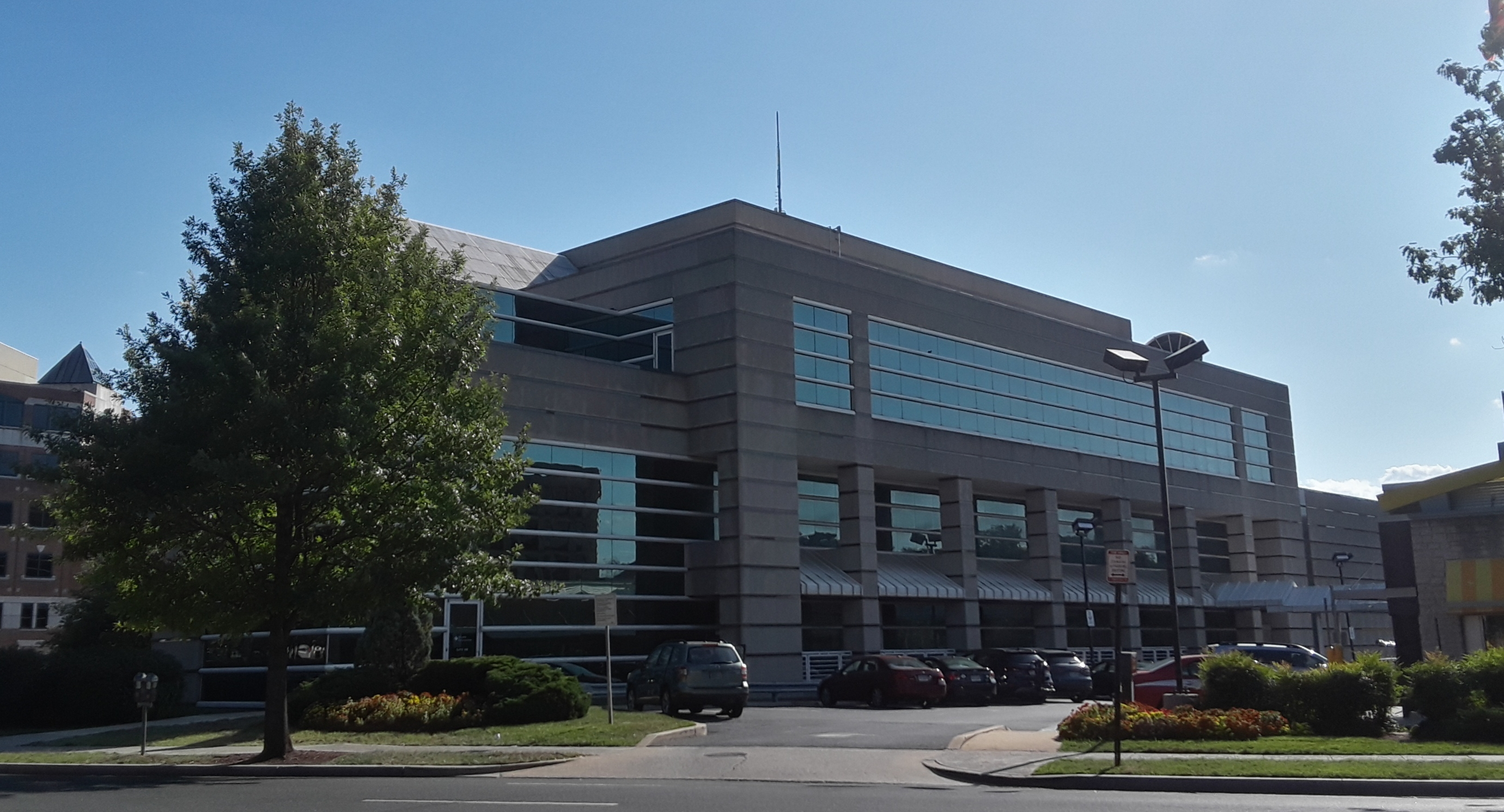
ワシントンD.C.のテンレイタウンにあるWUSAのオフィス。

WUSAは現在、毎週33時間15分の地元で制作されたニュース番組を放送している（平日：5時間35分、土曜日：2時間5分、日曜日：3時間5分）。さらに、『ゲーム・オン!（Game On!）』と呼ばれるスポーツのハイライト番組を制作している。これは、23:00のニュースの直後、日曜日夜に放送される。WUSAは、いくつかの有名なニュースキャスターの出発点だった。サム・ドナルドソンとワーナー・ウルフは、それぞれ当局で最も成功した卒業生の1人である。マックス・ロビンソンは、1969年から1978年までゴードン・ピーターソンと『アイウィットネスニュース』の共同アンカーを務めた後、『ABCワールドニュース・トゥナイト』の最初かつテレビネットワークで初の黒人アンカーマンの1人となった。CBSスポーツのジェームス・ブラウン (スポーツキャスター)は、1980年代に当局のスポーツアンカーを務めた。
1989年、WUSAは16:00に1時間のニュース番組を開始させ、16:00から19:00までの3時間のローカルニュースブロックを制作しました（番組のライセンス料のために当局が継続しないことを選択した『オプラ・ウィンフリー・ショー』に代わって、WJLA-TVに移動した）結果、19:00までの『CBSイブニングニュース』が30分繰り下がった。16:00のニュースは2000年に終了され、WUSAも16:00から19:00のニュースブロックの終わりを30分短縮し、『CBSイブニングニュース』を東部時間帯にあるCBS加盟局と同様に18:30スタートに移動した。2020年8月の時点で、WUSAは、16:00のニュースを放送していないワシントン市場で唯一の主要な放送局である。
2005年5月2日、ワシントン市場で初めて地元のニュース番組を高解像度で放送し始めたテレビ局となった。
2012年2月、WUSA調査報道長のラス・プタチェックと共に調査ユニットを立ち上げた。プタチェックの調査は、報告されていない数百万の政府ボーナス、暴風雨による切断中に顧客に請求することを許可されたユーティリティ、人種に基づいて乗客を拒否するタクシー、潜在的に致命的なレストランの食品安全リスクを明らかにした後、改革につながった。プタチェックとWUSA9は、当局が調査指揮の変更を発表した2016年に退職した。
アンカー兼消費者担当記者のレスリ・フォスターは、自動車安全センターが提出した、政府の安全規制当局に数百万台の古いモデルのジープ・グランドチェロキーをリコールするよう求める請願についてリポートした。消費者団体は、これらの車両にプラスチック製ガソリンタンクを配置すると、後ろから叩かれたときに火災や死亡につながる可能性があると考えている。ガソリンタンクはリアアクスルの後ろ、文字通り車両のクラッシュゾーンにある。クライスラーは、車両は安全で欠陥が無いと述べている。自動車メーカーは、運動エネルギーを計算できる運輸省（NHTSA）によって引用された26の致命的な事故で、それら全ての車両の死亡は、今日の衝突試験要件を超える速度に関係していると指摘している。しかし、同社は、前年6月に戻った2002年から2007年のジープ・リバティと共に、残りの1993年から1998年のモデルのうち100万台以上をリコールすることに同意した。レスリ・フォスターは、2013年にNCCB-NATASエミー賞を受賞した彼女の大打撃の調査報道で認められた。
2013年1月17日の正午のニュースから、WUSAは、デザイン会社のThe Millによってガネットのニュース制作局向けに設計された当局のニュース番組用の新グラフィックパッケージを披露した。グラフィックは、新しい標準化されたグラフィックに変更する前に視聴者が不満を述べていたテレビ画面上の混乱を減らすように設計されている。この変更に伴い、WUSAはアクティブ・フォーマット・ディスクリプション（AFD）#10ブロードキャストフラグを使用して、4:3テレビセットを介してケーブルテレビで視聴する視聴者向けに、レターボックス化されたワイドスクリーンでニュース放送を提供し始めた。さらに、小文字で「wusa⋆9」として様式化された新しいロゴを発表した。
2018年4月26日の『ウェイク・アップ・ワシントン（Wake Up Washington）』を皮切りに、WUSAは、2005年5月2日のHD開始以降に使用されていた以前のセットに代わる新しいセットと、WUSAのブランドでの星やアスタリスクの使用を終了した新しいステーションロゴを発表した。また、テグナのニュース制作局向けに設計された局のニュース番組用に、新しい標準化されたグラフィックスと音楽パッケージを展開した。

### 著名なオンエアスタッフ

#### 現在
- クリステン・バーセット（英語版） - アンカー、スポーツリポーター
- ダレン・M・ヘインズ（英語版） - スポーツディレクター
- トニー・パーキンス (ニュースアンカー)（英語版） - アンカー
- トッパー・シャット（英語版）（AMS承認シール） - 気象キャスター代表
- リース・ウォーターズ（英語版） - アンカー

#### 過去
- マーティン・アグロンスキー（英語版） - 1969年〜1988年『アグロンスキー・アンド・カンパニー（Agronsky and Company）』ジャーナリスト・ホスト、故人
- ジェス・アトキンソン（英語版） - スポーツアンカー（2000年〜2002年、現：「母校」であるメリーランド大学に戻っている）
- エリソン・バーバー（英語版） - リポーター（2015年〜2017年）、現：FOXニュースチャンネル
- グレン・ブレナー（英語版） - スポーツアンカー及び、後のスポーツディレクター（1977年〜1992年）、故人
- アニタ・ブリクマン - アンカー・医療リポーター（2007年〜2013年、現：バージニア州アレクサンドリアのアメリカ合衆国立ホスピス緩和ケア機構（National Hospice and Palliative Care Organization）の戦略的コミュニケーション担当上級副社長）
- ジェームス・ブラウン (スポーツキャスター)（英語版） - スポーツアンカー（1984年〜1990年、現：CBSスポーツ）
- モーリーン・バンヤン（英語版） - アンカー・リポーター（1973年〜1995年、最終勤務局：WJLA-TV）
- ウォルター・クロンカイト - チャンネル9最初のアンカーマン（1950年〜1954年）、後にCBSニュース、故人
- チェット・カーティス（英語版） - リポーター（後にWCVB-TV→ニューイングランド・ケーブルニュース（英語版）、2014年1月死去）
- サム・ドナルドソン（英語版） - アンカー・リポーター（1961年〜1967年、引退）
- クリスティン・フィッシャー（英語版） - リポーター（2009年〜2013年）、現：シアトルの姉妹局KING-TV
- アンジー・ゴフ（英語版） - 交通・エンターテインメントリポーター（2001年〜2007年）、後にWRC-TVに（2011年〜2018年）、2019年6月にWTTGに移籍
- エリカ・グロウ（英語版） - 気象予報士（2012年〜2015年、現：ニューヨーク市のWPIX）
- ブレット・ヘイバー（英語版） - スポーツディレクター（2004年〜2011年、現在はワシントニアン (雑誌)（英語版）誌の編集者およびテニス・チャンネル実況解説者）
- J・C・ヘイワード（英語版） - アンカー（1972年ー2015年）、引退
- フランク・ハーツォーク（英語版） - スポーツアンカーおよびレポーター（1969年〜1983年・1992年〜2004年、引退）
- ダグ・ヒル (気象学者)（英語版） - 気象キャスター代表（1984年〜2000年）、引退
- ヒラリー・ハワード（英語版）（スタッター） - 気象予報士（2000年〜2004年、現：WTOP-FM（英語版））
- ジャン・ジェフコート - 朝のアンカー（2013年〜2018年）
- ブルース・ジョンソン (ジャーナリスト)（英語版） - アンカー・リポーター（1976年〜2020年）、引退
- スーザン・キング (ジャーナリスト)（英語版） - アンカー・リポーター（1975年〜1979年）、現：UNCハスマン・スクール・オブ・ジャーナリズム・アンド・メディア（UNC Hussman School of Journalism and Media）学部長
- ダグ・ルウェリン（英語版） - アンカー・リポーター（1970年〜1976年、後に『The People's Court（英語版）』元ホスト・法廷リポーターとして知られる）
- デイビー・マーリン＝ジョーンズ（英語版） - 映画評論家及びエンターテイメントリポーター（1970年〜1987年）、故人
- アンドレア・マッカラン（英語版） - アンカー・リポーター・調査報道リポーター（1992年〜1995年・2009年〜2018年）
- トッド・マクダーモット（英語版） - アンカー（2004年〜2008年、現：ウェストパームビーチのWPBF）
- デレク・マクギンティー（英語版） - アンカー（2003年〜2015年）
- アンドレア・ミッチェル（英語版） - リポーター（1976年〜1978年、現：NBCニュース）
- ラルフ・ペンザ - リポーター（1979年〜1980年）、故人
- ゴードン・ピーターソン（英語版） - アンカー・リポーター（1969年〜2004年、引退）
- ラス・プタチェック（英語版） - 調査報道リポーター（2012年〜2016年）、現：VNIテレビジョン社長
- レヴァン・リード（英語版） - スポーツリポーター・週末のスポーツアンカー（2003年〜2008年、現：ボストンのWBZ-TVで同じ役職を務める）
- アンドレア・ローン（英語版） - アンカー・リポーター（1981年〜2018年）、引退
- マックス・ロビンソン（英語版） - アンカー・リポーター（1969年〜1978年）、故人
- ビル・シャデル（英語版） - リポーター（1950年）、故人
- リー・シェパード（英語版） - アナウンサー・天気（1961年〜1969年）『ケイデンス（Cadence）』ホスト announcer/weather (1961–1969) host of Cadence
- ワーナー・ウルフ（英語版） - スポーツアンカー（1965年〜1976年・1992年〜1996年、最近では2016年12月までニューヨーク市のWABC (AM)）
- ウン・ヤン（英語版） - リポーター・アンカー（1995年〜2001年、現：WRC-TV）